# آلکساندر آراراتیان (گیاه‌شناس)
آلکساندر گئورگی آراراتیان (ارمنی: Ալեքսանդր Գեորգի Արարատյան؛  زادهٔ ۱۶ فوریهٔ ۱۸۹۷ - درگذشته ۲ نوامبر ۱۹۹۱) یک گیاه‌شناس و سلول‌شناس اهل ارمنستان بود.

## زندگی‌نامه
در ۲۸ فوریه [سبک قدیمی: ۱۶ فوریه] ۱۸۹۷ در تفلیس به دنیا آمد و از مدرسه نرسیسیان و دانشگاه دولتی ایروان (۱۹۲۷) فارغ‌التحصیل شد. وی در دانشگاه ملی علوم کشاورزی ارمنستان فعالیت می‌کرد. وی همچنین برنده دانشمند شایسته ارمنستان شوروی (۱۹۴۰) شده است. وی در ۲ نوامبر ۱۹۹۱ در سن ۹۴ سالگی در ایروان درگذشت.

## یادداشت
1. ↑  Կենսաբանական գիտությունների թեկնածու
2. ↑  բջջաբան